# پاتریک گروک
پاتریک گروک (فرانسوی: Patrick Groc‎؛ زادهٔ ۶ سپتامبر ۱۹۶۰) شمشیرباز اهل فرانسه است.
وی در مسابقات کشوری و بین‌المللی در مجموع برندهٔ ۱ مدال برنز شده‌است.